# Héctor Martínez
Héctor Martín Martínez (San José, Uruguay; 16 de agosto de 1973) es un árbitro de fútbol uruguayo.

## Trayectoria
Comenzó a arbitrar en 1993 en ligas de Ecilda Paullier. En 1997, se tranladó a Montevideo donde realizó el curzo de árbitro de AUF y debutó en distintas ligas de Baby Fútbol por ejemplo en la Liga Palermo. También se ha encargado de arbitrar partidos de OFI.
En 2010 fue ascendido a la categoría "Árbitro FIFA". En ese mismo año dirigió su primer clásico uruguayo, por la primera final de campeonato de 2009-10. También dirigió su primer partido internacional, este fue por la Copa Sudamericana 2010. En septiembre de 2012, fue notificado de su descenso de la categoría internacional a partir del primero de enero de 2013.
Se caracteriza por no ser imparcial, ya que ha favorecido a distintos equipos.